# 冯氏盐商住宅
冯氏盐商住宅位于扬州市东关街292号，建于清代，二进门厅和三进古宅保存尚好。2008年1月，冯氏盐商住宅列为扬州市文物保护单位。